# Helmut Müller (Politiker, 1940)
Helmut Müller (* 10. Juli 1940 in Komotau, Reichsgau Sudetenland; † 19. November 2023) war ein deutscher Landwirt sowie Politiker (DBD, DDR-CDU, CDU) und Mitglied des Sächsischen Landtages.

## Leben
Helmut Müller besuchte die EOS und absolvierte sein Abitur in Hildburghausen. Anschließend studierte er Landwirtschaftswissenschaften in Leipzig. Sein Diplom machte er im Jahr 1967. Bis 1972 war Müller Brigadier und Produktionsleiter in der LPG Meuselwitz. Zwischen 1973 und 1977 arbeitete er als Abteilungsleiter für Futter. Von 1977 bis Juli 1990 war Helmut Müller Ökonom. Ab Juli 1990 war er Referatsleiter im Amt für Wirtschaftsförderung und ab Oktober 1990 Amtsleiter für Landwirtschaft im Landratsamt Görlitz.
Müller war katholisch, verheiratet und hatte zwei Kinder.

## Politik
Helmut Müller war zwischen 1978 und 1986 Ortsgruppenvorsitzender der Demokratischen Bauernpartei Deutschlands (DBD) in Reichenbach/O.L. und von 1986 bis 1990 in Meuselwitz. Er war zwischen 1978 und 1990 Kreisvorstandsmitglied. Von Januar bis Juni 1990 war er Mitglied im Parteivorstand der DBD. Ab Juli wurde Müller durch den Zusammenschluss der DBD mit der DDR-CDU zu deren Mitglied und Kreisvorstandsmitglied. Von 1981 bis 1990 war er Gemeindevertreter der Gemeinde Meuselwitz.
Im Oktober 1990 zog Helmut Müller über die Landesliste der nunmehr vereinigten CDU in den Sächsischen Landtag ein, dem er für eine Wahlperiode bis 1994 angehörte. Dort war er Mitglied im Umweltausschuss und im Ausschuss für Landwirtschaft, Ernährung und Forsten.
Am 27. Mai 2002 wurde ihm von Landtagspräsident Erich Iltgen die Sächsische Verfassungsmedaille verliehen.